# Цъфнали бадеми
Цъфнали бадеми е картина на нидерландския художник Винсент ван Гог нарисувана през 1890 в Сен-Реми-дьо-Прованс.

## История
Цъфтящите дървета са специални за Винсент ван Гог. При пристигането си в Арл през пролетта на 1888 година той е очарован от дръвчетата потънали в цвят. Тези дървета се появяват често в неговите картини. На 31 януари 1890 година брат му Тео пише на Винсент за раждането на сина си наречен Винсент в негова чест. Ван Гог започва веднага да рисува цъфналите бадеми като символ на ранната пролет и зараждащия се живот. В картината, която е необичайна за неговото творчество, клонките на дръвчето сякаш плават в небето. Вижда се и влиянието на японската живопис в тъмните контури на клоните и тяхното разположение.

## Други картини
- Цъфнали бадемови клонки в чаша рисувани от ван Гог
- Цъфнало бадемово клонче в чаша 
1888
Музей ван Гог, Амстердам (F392)
- Цъфнало бадемово клонче в чаша с книга
1888
Частна колекция (F393)